# Біллі Вайлдер
Бі́ллі Ва́йлдер (англ. Billy Wilder, ім'я при народженні — Самуель Вілдер; 22 червня 1906, Суха-Бескидзька, Польща — 27 березня 2002, Беверлі-Гіллз, США) — американський кінорежисер і сценарист польсько-єврейського походження, лауреат премії «Оскар».

## Біографія
Народився в західній частині провінції Королівство Галичини та Володимирії (Австро-Угорщина), в єврейській родині підприємця-готельєра.
1916 — під час Першої світової війни через загрозу наступу російської армії родина мусила перебратися до Відня.
У 1920-х роках працював у Берліні як репортер, сценарист, режисер.
Після приходу до влади в 1933 році нацистів емігрував спочатку в Париж, потім — у США.
1936 — розпочав кар'єру в Голлівуді, уклавши трудовий договір із кіностудією Paramount Pictures.
Був першим режисером, який отримав три «Оскари» за один рік.
Увійшов в історію кінематографа як сценарист і режисер понад 50 кінострічок, серед яких «У джазі тільки дівчата», «Бульвар Сансет», «Втрачений вікенд», «Квартира» та інші.

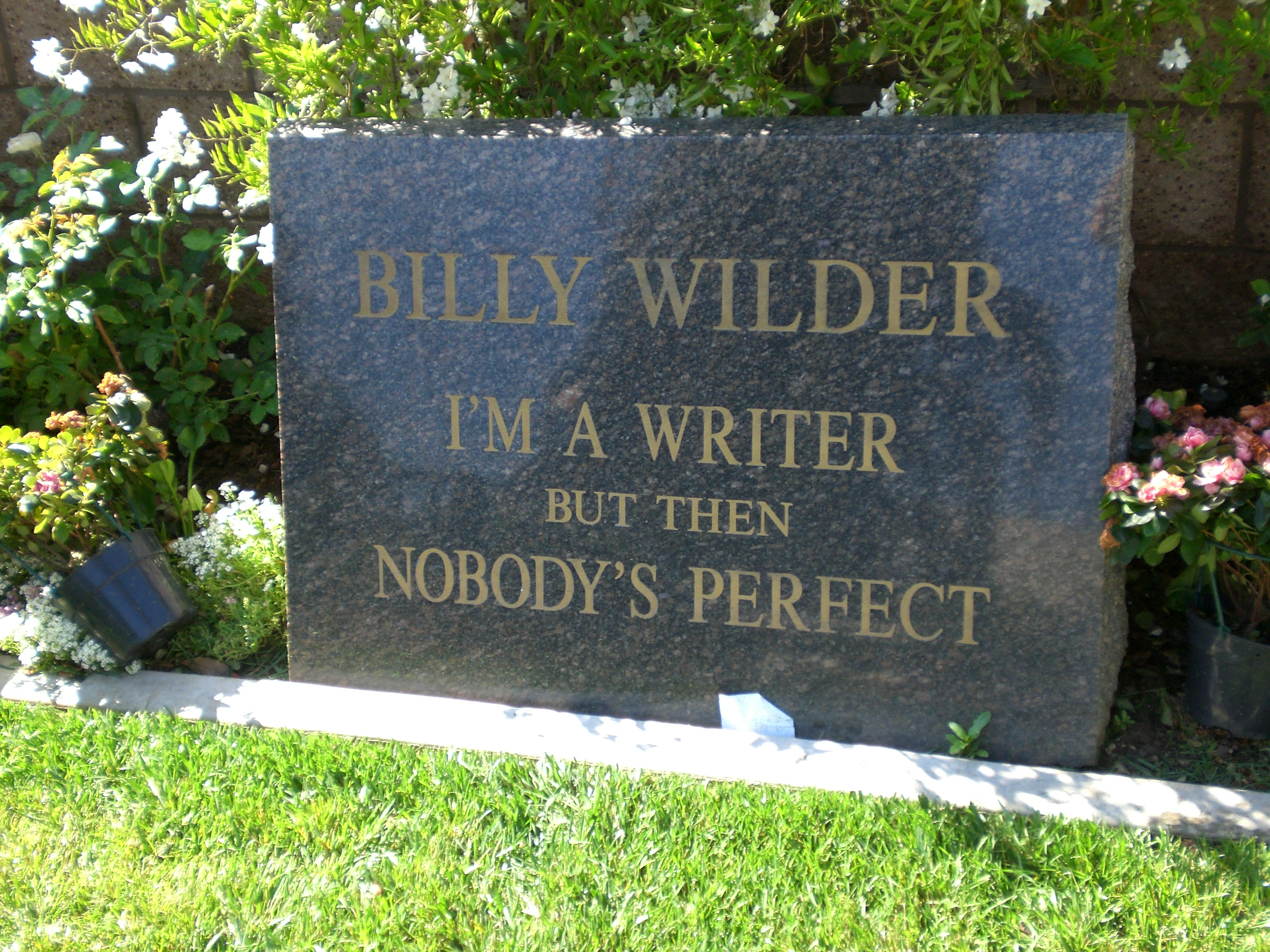
Могила Біллі Вайлдера. Напис: «Я письменник, проте ніхто не досконалий»

Помер 27 березня 2002 року від запалення легень у власному будинку в Беверлі-Гіллз у віці 95 років.

## Вибрана фільмографія
| Рік  | Фільм                         | Оригінальна назва                   | Посада                     |
| 1934 | Погана кров                   | Mauvaise Graine                     | Режисер/сценарист          |
| 1942 | Майор і крихітка              | The Major and the Minor             | Режисер/сценарист          |
| 1943 | П'ять гробниць дорогою в Каїр | Five Graves to Cairo                | Режисер/сценарист          |
| 1944 | Подвійна страховка            | Double Indemnity                    | Режисер/сценарист          |
| 1945 | Втрачений вікенд              | The Lost Weekend                    | Режисер/сценарист          |
| 1945 | Фабрика смерті                | Death Mills                         | Режисер                    |
| 1948 | Імператорський вальс          | The Emperor Waltz                   | Режисер/сценарист          |
| 1948 | Закордонний роман             | A Foreign Affair                    | Режисер/сценарист          |
| 1950 | Бульвар Сансет                | Sunset Boulevard                    | Режисер/сценарист          |
| 1951 | Туз у кишені                  | Ace in the Hole                     | Режисер/сценарист/продюсер |
| 1953 | Табір для полонених № 17      | Stalag 17                           | Режисер/сценарист/продюсер |
| 1954 | Сабріна                       | Sabrina                             | Режисер/сценарист/продюсер |
| 1955 | Сверблячка сьомого року       | The Seven Year Itch                 | Режисер/сценарист/продюсер |
| 1957 | Дух Сен-Льюїса                | The Spirit of St. Louis             | Режисер/сценарист          |
| 1957 | Кохання після полудня         | Love in the Afternoon               | Режисер/сценарист/продюсер |
| 1957 | Свідок обвинувачення          | Witness for the Prosecution         | Режисер/сценарист          |
| 1959 | У джазі тільки дівчата        | Some Like It Hot                    | Режисер/сценарист/продюсер |
| 1960 | Квартира                      | The Apartment                       | Режисер/сценарист/продюсер |
| 1961 | Один, два, три                | One, Two, Three                     | Режисер/сценарист/продюсер |
| 1963 | Ніжна Ірма                    | Irma la Douce                       | Режисер/сценарист/продюсер |
| 1964 | «Поцілуй мене, дурнику»       | Kiss Me, Stupid                     | Режисер/сценарист/продюсер |
| 1966 | Азарт удачі                   | The Fortune Cookie                  | Режисер/сценарист/продюсер |
| 1970 | Особисте життя Шерлока Холмса | The Private Life of Sherlock Holmes | Режисер/сценарист/продюсер |
| 1972 | Аванті!                       | Avanti!                             | Режисер/сценарист/продюсер |
| 1974 | Титульна сторінка             | The Front Page                      | Режисер/сценарист          |
| 1978 | Федора                        | Fedora                              | Режисер/сценарист/продюсер |
| 1981 | Друг-товариш                  | Buddy Buddy                         | Режисер/сценарист          |

## Нагороди
| Рік                        | Нагорода                           | Фільм                                              |
| -------------------------- | ---------------------------------- | -------------------------------------------------- |
| Премія Оскар:              |                                    |                                                    |
| 1946                       | Найкращий оригінальний сценарій    | Втрачений вікенд                                   |
| 1946                       | Найкращий режисер                  | Втрачений вікенд                                   |
| 1951                       | Найкращий оригінальний сценарій    | Бульвар Сансет                                     |
| 1961                       | Найкращий оригінальний сценарій    | Квартира                                           |
| 1961                       | Найкращий режисер                  | Квартира                                           |
| 1961                       | Найкращий фільм                    | Квартира                                           |
| 1988                       | Приз пам'яті Ірвінга Дж. Тальберга | За високу якість загального творчого внеску в кіно |
| Номінація на премію Оскар: |                                    |                                                    |
| 1940                       | Найкращий оригінальний сценарій    | Ніночка                                            |
| 1942                       | Найкращий адаптований сценарій     | Стримати світанок                                  |
| 1942                       | Найкращий оригінальний сюжет       | Вогняна куля                                       |
| 1945                       | Найкращий адаптований сценарій     | Подвійна страховка                                 |
| 1945                       | Найкращий режисер                  | Подвійна страховка                                 |
| 1949                       | Найкращий адаптований сценарій     | Закордонний роман                                  |
| 1951                       | Найкращий режисер                  | Бульвар Сансет                                     |
| 1952                       | Найкращий адаптований сценарій     | Туз в рукаві                                       |
| 1954                       | Найкращий режисер                  | Табір для полонених № 17                           |
| 1955                       | Найкращий адаптований сценарій     | Сабріна                                            |
| 1955                       | Найкращий режисер                  | Сабріна                                            |
| 1958                       | Найкращий режисер                  | Свідок обвинувачення                               |
| 1960                       | Найкращий адаптований сценарій     | У джазі тільки дівчата                             |
| 1960                       | Найкращий режисер                  | У джазі тільки дівчата                             |
| 1967                       | Найкращий оригінальний сценарій    | Азарт удачі                                        |

## Почесні звання
29 вересня 2000 року йому було надано звання «Почесний громадянин Відня».